# Гольберг, Тимофей Юрьевич
Тимофей Юрьевич Гольберг (род. 28 июня 1991, Нижний Новгород) — российский хоровой и симфонический дирижёр. Художественный руководитель — главный дирижёр Московского государственного академического камерного хора.

## Биография
Окончил Нижегородскую государственная консерватория имени М. И. Глинки (специальность «дирижирование академическим хором»; класс проф. С. И. Смирнова, 2014; специальность «оперно-симфоническое дирижирование», класс проф. А. М. Скульского, 2016).
В 2015—2019 годах выступал с Академическим симфоническим оркестром Нижегородской филармонии.
С 2016 года — дирижёр, с 2019 — художественный руководитель — главный дирижёр Московского государственного академического камерного хора (занял этот пост по предложению основателя коллектива, народного артиста СССР, проф. В. Н. Минина).
В качестве дирижёра выступал в таких залах, как Большой зал Московской консерватории, Концертный зал имени П. И. Чайковского, Светлановский зал Московского международного Дома музыки, Зал «Зарядье», Колонный зал Дома Союзов и др. Работал с такими коллективами, как Академический симфонический оркестр Московской филармонии, Большой симфонический оркестр имени П. И. Чайковского, Московский государственный академический симфонический оркестр, Московский государственный симфонический оркестр, Московский камерный оркестр «Musica Viva», Государственный академический русский хор имени А. В. Свешникова, Академический большой хор «Мастера хорового пения». Сотрудничал с такими солистами, как Александр Рамм, Александр Гиндин, Лукас Генюшас, Анна Генюшене, Филипп Копачевский, Алексей Татаринцев, Агунда Кулаева, Алексей Тихомиров, Максим Рубцов, Мариам Мерабова и др.
Под руководством Тимофея Гольберга прошёл ряд мировых премьер. Среди них:
— «Метель» (музыкальные иллюстрации к повести А. С. Пушкина) Георгия Свиридова, версия для двух фортепиано, хора, солистов, ударных Вячеслава Грязнова. Москва, Зал Зарядье, 16 марта 2021 года; солисты — фортепианный ансамбль Филипп Копчевский, Елена Ильина;
— «Последний день вечного города», музыкально-драматическое театрализованное действо для чтецов, солистов, хора и инструментального ансамбля на музыку Ильи Демуцкого, либретто — Ольга Маслова, Катя Капович, режиссер Дарья Борисова; Москва, Зал Зарядье, 11 ноября 2021 года;
— «Рождественский пост» Сергей Ахунова, музыкальная драма на текст Сергея Завьялова; с участием Московского камерного оркестра Musica Viva, Нового русского квартета, ансамбля Ex Libris; чтецы — Надежда Маркина, Татьяна Бондаренко, Сергей Шнырев, Сергей Завьялов; Владимир Байков (бас-баритон).
В 2022 году под управлением Тимофея Гольберга прошли три из четырёх концертов юбилейного фестиваля «Хор без границ», посвящённого 50-летию Московского государственного академического камерного хора.
— 21 марта, Светлановский зал Московского международного Дома музыки
Л. Бернстайн. Увертюра, Танго Старой Леди из мюзикла «Кандид», «Чичестерские псалмы»; К. Дженкинс. Stabat Mater. Московский государственный академический симфонический оркестр под управлением Павла Когана, солисты: Агунда Кулаева (меццо-сопрано), Мариам Мерабова (меццо-сопрано), Михаил Кауфман (дискант), Норайр Барсегян (дудук);
— 30 апреля, Большой зал Московской консерватории. Дж. Пуччини. Messa di Gloria; Дж. Россини. Stabat Mate, Московский государственный симфонический оркестр, солисты: Алексей Татаринцев (тенор), Станислав Ли (баритон), Алексей Тихомиров (бас), Ирина Морева (сопрано), Анастасия Лепешинская (меццо-сопрано);
— 16 мая, Москва, Зал Зарядье. В. Гаврилин. «Перезвоны» (по прочтении Василия Шукшина), хоровая симфония-действо, новая версия с видеоконтентом. Солисты: Сергей Шакуров (чтец), Сергей Годин (тенор), Эдуард Хохлачев (гобой), Михаил Кауфман (дискант), ансамбль ударных Государственного академического симфонического оркестра России имени Е. Ф. Светланова в составе: Николай Ермаков, Михаил Путков, Владимир Терехов; видеоконтент — Данил Герасименко.
В ноябре 2022 года на фирме «Мелодия» вышел цифровой релиз альбома «Альфред Шнитке. Реквием» (запись 2021 года, Тонстудия Мосфильма, звукорежиссер Геннадий Папин). Помимо указанного сочинения, в собрание вошли Три духовных хора. Это первая запись Московского государственного академического камерного хора под управлением Тимофея Гольберга.

## Репертуар и творческие предпочтения
Тимофей Гольберг уделяет особенное внимание отечественной и зарубежной музыке XX—XXI столетий (Дмитрий Шостакович, Альфред Шнитке, Арво Пярт, Гия Канчели, Леонард Бернстайн, Ариель Рамирес, Джон Тавенер, Карл Дженкинс, Эрик Уитакер, Эрикс Эшенвальдс), пропагандирует неакадемические формы хорового исполнительства (хоровой театр, перформанс и пр.).

## Отклики
Для меня вопрос «Кого надо выбрать?» был самый первый. И я точно себе ответил: «Не дирижера хора». Потому что дирижеров хора обучают немножко больше специфике хора, чем музыке. Поэтому, когда я узнал, что Тимофей Юрьевич оканчивает параллельно оперно-симфоническое дирижирование, я сразу сказал себе — (помимо того, что я видел, что делает Тимофей Юрьевич): «Да». Потому что отсутствие кастового мышления — это первый залог того, что человек будет думать иначе, чем хоровик. Это (…) одно из самых важных слагаемых. А на первом месте это, конечно, одаренность, талантливость. Если я вспомню самый первый показ Тимофея Юрьевича с хором и сравню с тем, что я вижу и слышу в последние выступления, (…) сказать то, что вот этот человек достигнет вот этого (…) тогда было нельзя. Я не думал, что так быстро произойдет качественный скачок. Но что тогда было видно? То, что мне близко. РомантизмВладимир Минин
Молодой дирижер обладает превосходной техникой, ясным жестом, вниманием к деталям и нюансам исполнения и безусловным умением выстроить форму крупного сочинения, протянуть единую линию от первой до последней ноты. Патриарх хорового искусства Владимир Николаевич Минин не ошибся с преемником!Александр Матусевич, «Играем с начала»

## Награды
- Дипломант II степени IV Всероссийского конкурса хоровых дирижёров имени В. С. Попова (Москва, 2014)
- Лауреат I премии II Всероссийского музыкального конкурса (Москва, 2015)